# Fallout 4
Fallout 4 é um jogo eletrônico do gênero RPG de ação ambientado em mundo aberto produzido pela Bethesda Game Studios, sendo o quinto título principal da série Fallout. O game foi desenvolvido utilizando a Creation Engine e foi lançado para Microsoft Windows, PlayStation 4 e Xbox One no dia 10 de Novembro de 2015 pela Bethesda Softworks.
O jogador assume um personagem referido como "Sole Survivor" ("sobrevivente solitário"), que emerge da Vault 111 (traduzido como "refúgio"), um abrigo nuclear subterrâneo. Após o personagem testemunhar a morte do seu cônjuge e o sequestro do filho, o "sobrevivente solitário" viaja pela Commonwealth de Massachusetts, nas áreas ao redor de Boston. O game possui mais de 111 mil linhas de diálogo, o que é mais do que Fallout 3 e The Elder Scrolls V: Skyrim, dois jogos da empresa que o antecederam, combinados.
O jogo é baseado em um sistema de RPG, de modo single player, com exploração de mundo aberto. Fallout 4 é o primeiro jogo da franquia em que o protagonista tem voz.
Este também foi o primeiro título da série a introduzir elementos de construção de bases. O jogador pode criar sua base de maneira personalizada, construindo paredes, muros, casas de vários pavimentos, plantações, sistemas de defesa, geradores elétricos e outros itens do gênero.
Ao total, a Bethesda Game Studios lançou seis DLCs para o jogo, sendo duas com conteúdo focado em expandir a história e quatro com foco em customização e construção de bases.

## Recepção
Fallout 4 foi um sucesso de vendas e de crítica, com muitos elogiando a profundidade do mundo do jogo, a liberdade dada ao jogador, a quantidade de coisas para fazer, a história, sistema de profissões, as personagens e a trilha sonora. A qualidade gráfica, contudo, não foi unânime e os problemas técnicos foram criticados, o jogo possuía diversos bugs em seu lançamento. O jogo vendeu mais de 12 milhões de unidades e faturou 750 milhões de dólares nas primeiras 24 horas de lançamento.